# Cyanea solenocalyx
Cyanea solenocalyx är en klockväxtart som beskrevs av Wilhelm B. Hillebrand. Cyanea solenocalyx ingår i släktet Cyanea, och familjen klockväxter. Inga underarter finns listade i Catalogue of Life.